# 134130 Apáczai
A 134130 Apáczai (ideiglenes jelöléssel 2005 AP11) a Naprendszer kisbolygóövében található aszteroida. Sárneczky Krisztián fedezte fel 2005. január 3-án.
Nevét Apáczai Csere János (1625 – 1659) író, filozófus után kapta.